# Ronno
Ronno est une commune française, située dans le département du Rhône en région Auvergne-Rhône-Alpes, à environ 50 km au nord-ouest de Lyon.
Ronno se situe dans la région des monts du Beaujolais, à l'ouest du département et à quelques kilomètres de la limite avec la Loire. La ligne de partage des eaux entre la mer Méditerranée et l'océan Atlantique ainsi que le sentier de grande randonnée 7 traversent son territoire. C'est une commune assez boisée avec une importante activité agricole.
Avec environ 640 habitants, le centre du village est de taille modeste. On y trouve le château, inscrit comme monument historique. Le lac des Sapins est en partie situé sur son territoire.

## Géographie

### Communes limitrophes
|                        | Cublize   | Saint-Just-d'Avray |
| Saint-Jean-la-Bussière | Ronno     | Saint-Appolinaire  |
|                        | Amplepuis | Valsonne           |

### Climat
Pour des articles plus généraux, voir Climat d'Auvergne-Rhône-Alpes et Climat du Rhône.
En 2010, le climat de la commune est de type climat océanique dégradé des plaines du Centre et du Nord, selon une étude du Centre national de la recherche scientifique s'appuyant sur une série de données couvrant la période 1971-2000. En 2020, Météo-France publie une typologie des climats de la France métropolitaine dans laquelle la commune est exposée à un climat de montagne ou de marges de montagne et est dans la région climatique  Nord-est du Massif Central, caractérisée par une pluviométrie annuelle de 800 à 1 200 mm, bien répartie dans l’année. 
Pour la période 1971-2000, la température annuelle moyenne est de 9,9 °C, avec une amplitude thermique annuelle de 16,4 °C. Le cumul annuel moyen de précipitations est de 991 mm, avec 11,6 jours de précipitations en janvier et 7,8 jours en juillet. Pour la période 1991-2020, la température moyenne annuelle observée sur la station météorologique de Météo-France la plus proche, « Les Sauvages », sur la commune des Sauvages à 7 km à vol d'oiseau, est de 9,7 °C et le cumul annuel moyen de précipitations est de 941,6 mm,. Pour l'avenir, les paramètres climatiques de la commune estimés pour 2050 selon différents scénarios d'émission de gaz à effet de serre sont consultables sur un site dédié publié par Météo-France en novembre 2022.

## Urbanisme

### Typologie
Au 1er janvier 2024, Ronno est catégorisée commune rurale à habitat dispersé, selon la nouvelle grille communale de densité à sept niveaux définie par l'Insee en 2022.
Elle est située hors unité urbaine. Par ailleurs la commune fait partie de l'aire d'attraction d'Amplepuis, dont elle est une commune de la couronne,. Cette aire, qui regroupe 3 communes, est catégorisée dans les aires de moins de 50 000 habitants,.

### Occupation des sols
L'occupation des sols de la commune, telle qu'elle ressort de la base de données européenne d’occupation biophysique des sols Corine Land Cover (CLC), est marquée par l'importance des territoires agricoles (53,5 % en 2018), une proportion sensiblement équivalente à celle de 1990 (53,7 %). La répartition détaillée en 2018 est la suivante : 
forêts (44,1 %), prairies (31 %), zones agricoles hétérogènes (22,5 %), milieux à végétation arbustive et/ou herbacée (2 %), eaux continentales (0,5 %). L'évolution de l’occupation des sols de la commune et de ses infrastructures peut être observée sur les différentes représentations cartographiques du territoire : la carte de Cassini (XVIIIe siècle), la carte d'état-major (1820-1866) et les cartes ou photos aériennes de l'IGN pour la période actuelle (1950 à aujourd'hui).

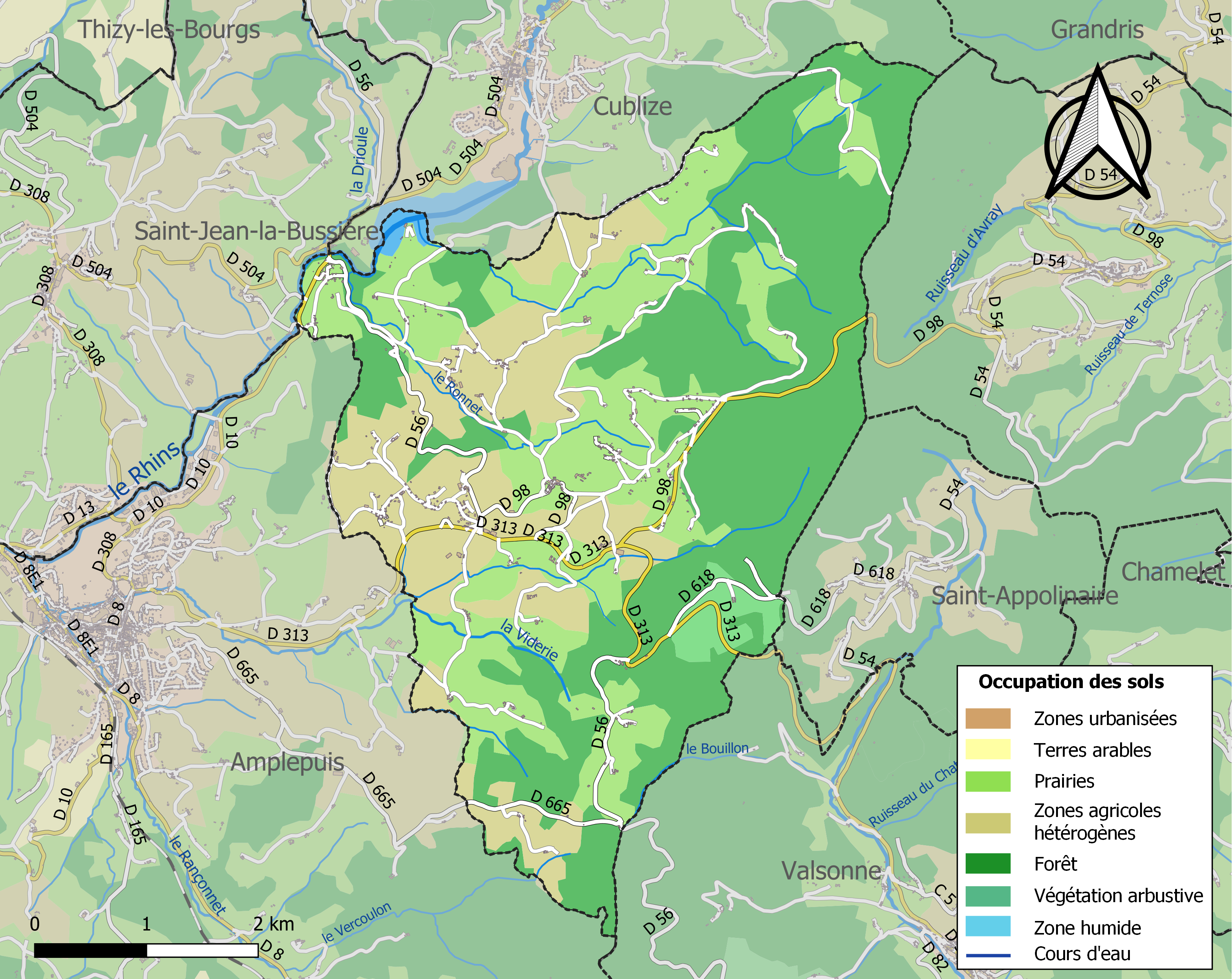
Carte des infrastructures et de l'occupation des sols de la commune en 2018 (CLC).

## Histoire

Le plan du village (en haut de la carte) en 1780.

Avant 1788, Ronno fait partie de la paroisse d'Amplepuis, n'étant alors qu'un hameau peu peuplé. Le tissage est l'activité économique la plus importante, avec plus de 60 métiers à tisser le lin et la soie. Son développement sera beaucoup plus lent que la ville voisine, Ronno n'ayant pas d'accès au chemins de fer et trop peu d'eau.

## Politique et administration
| Période                                  | Période | Identité                                      | Étiquette | Qualité |
| ---------------------------------------- | ------- | --------------------------------------------- | --------- | ------- |
| Les données manquantes sont à compléter. |         |                                               |           |         |
|                                          | 1806    | Gabriel de Foudras                            |           |         |
| mars                                     | 1969    | Guillaume de Varennes Bissuel de Saint Victor |           |         |
| mars 1969                                | 1971    | Alix de Varennes Bissuel de Saint Victor      |           |         |
| mars 1971                                | 1994    | Jean Recorbet                                 |           |         |
| avril 1994                               | 2008    | Pierre Pontet                                 |           |         |
| mars 2008                                | 2014    | Michel Fillon                                 |           |         |
| mars 2014                                |         | Philippe Lorchel                              |           |         |

## Démographie
L'évolution du nombre d'habitants est connue à travers les recensements de la population effectués dans la commune depuis 1793. Pour les communes de moins de 10 000 habitants, une enquête de recensement portant sur toute la population est réalisée tous les cinq ans, les populations de référence des années intermédiaires étant quant à elles estimées par interpolation ou extrapolation. Pour la commune, le premier recensement exhaustif entrant dans le cadre du nouveau dispositif a été réalisé en 2008.

En 2022, la commune comptait 650 habitants, en évolution de +3,01 % par rapport à 2016 (Rhône : +3,93 %, France hors Mayotte : +2,11 %).
| 1793  | 1800  | 1806  | 1821  | 1831  | 1836  | 1841  | 1846  | 1851  |
| ----- | ----- | ----- | ----- | ----- | ----- | ----- | ----- | ----- |
| 1 310 | 1 236 | 1 387 | 1 489 | 1 822 | 1 956 | 1 936 | 1 932 | 1 943 |

| 1856  | 1861  | 1866  | 1872  | 1876  | 1881  | 1886  | 1891  | 1896  |
| ----- | ----- | ----- | ----- | ----- | ----- | ----- | ----- | ----- |
| 1 864 | 1 757 | 1 776 | 1 770 | 1 698 | 1 592 | 1 483 | 1 486 | 1 400 |

| 1901  | 1906  | 1911  | 1921 | 1926 | 1931 | 1936 | 1946 | 1954 |
| ----- | ----- | ----- | ---- | ---- | ---- | ---- | ---- | ---- |
| 1 301 | 1 259 | 1 094 | 915  | 806  | 741  | 627  | 587  | 588  |

| 1962 | 1968 | 1975 | 1982 | 1990 | 1999 | 2006 | 2008 | 2013 |
| ---- | ---- | ---- | ---- | ---- | ---- | ---- | ---- | ---- |
| 546  | 466  | 429  | 530  | 544  | 596  | 598  | 599  | 620  |

| 2018 | 2022 | - | - | - | - | - | - | - |
| ---- | ---- | - | - | - | - | - | - | - |
| 641  | 650  | - | - | - | - | - | - | - |

Les données démographiques antérieures à 1793, année du premier recensement en France, sont mal connues. Cependant des documents datant du Moyen Âge de comptage de la population existent. Pour la paroisse de Ronno un décompte des feux a été effectué. Trois dates de recensement des feux sont connues : 180 feux en 1709, 134 feux en 1736 et 211 feux en 1786. Cette population correspond à un chiffre de population qui a varié entre 670 et 1 055 personnes, selon la méthode de calcul d’extrapolation de feu fiscal.

## Culture locale et patrimoine

### Lieux et monuments

#### Château de Ronno
Le château de Ronno est partiellement inscrit à monument historique depuis 1974. Son existence est attestée depuis 1327 sur un ancien parchemin. En 1332, un acte mentionne l'hommage de Jean de Ronno à Édouard Ier de Beaujeu, le seigneur de Beaujeu. Acquis en 1679 par Jean de Varenne-Bissuel, il est en partie démoli en 1731. De l'époque Renaissance, il reste notamment une cheminée à hotte.
Au milieu du XVIIIe siècle, il est reconstruit par François de Saint Victor. Chasseur renommé, il érige un « four à chiens » (structure permettant de sécher les chiens après la chasse). Ensuite, il est progressivement réaménagé (ajout d'une aile, d'un fronton, d'un four à tuiles dans le parc).
Plus récemment, le château et son vaste domaine de forêts s'est spécialisé dans la vente de sapins de Noël aux particuliers.

#### Cimetière de Ronno et sa croix

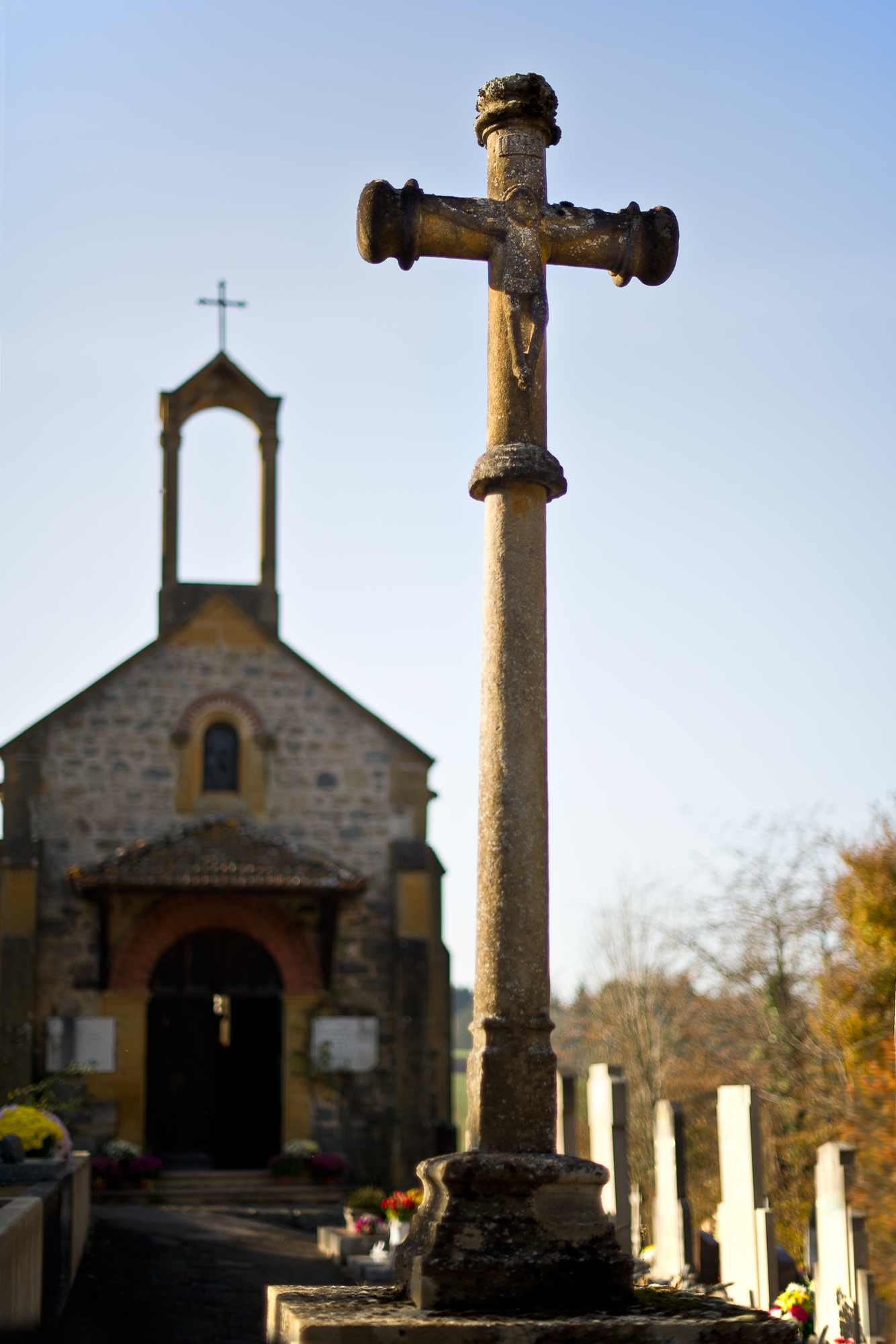
La croix du cimetière devant la chapelle de la famille de Saint Victor.

Le cimetière est situé au nord-ouest du bourg. Il a été déplacé en 1817 depuis l'ancienne église. En son centre, on trouve la chapelle funéraire familiale de la famille de Varennes Bissuel de Saint Victor, propriétaire du château, construite en 1859. Face à cette dernière, la croix du cimetière date de 1629. Elle est inscrite comme monument historique en 1972. On trouve également le monument aux morts en bas à droite du cimetière, construit en pierre de Buxy et inauguré en 1920. Il est conçu par Francisque Bault, architecte à Lyon et est entouré de deux obus et de deux ifs, toujours présents.

#### Église Saint-Martin
L'église Saint Martin est reconstruite en 1826 en conservant le chœur daté de 1740. Des statues, le maître autel, le lambris et les bancs clos du chœur ainsi que la chaire sont notamment inscrits à l'inventaire supplémentaire des monuments historiques en 1988.

#### Autres monuments
Une vingtaine de croix ornent les croisées de chemins. Outre celle du cimetière, la croix du Tu est aussi ancienne et se caractérise par des branches tubulaires. On trouve également une chapelle, à l’est de la commune, en haut du hameau de La Montagne, la chapelle Dumas, du nom de Jean-Baptiste Dumas, qui la fit construire à la fin du XIXe siècle.

### Espaces verts et fleurissement
En 2014, la commune de Ronno bénéficie du label « ville fleurie » avec « deux fleurs » attribuées par le Conseil national des villes et villages fleuris de France au concours des villes et villages fleuris.

### Personnalités liées à la commune
- Gabriel Louis de Saint Victor (1824-1893), maire de Ronno et député entre 1871 et 1876.